# 얀 레주냐크
얀 레주냐크(슬로바키아어: Ján Režňák, 1919년 4월 14일 ~ 2007년 9월 19일)는 슬로바키아의 군인이다. 제2차 세계 대전에서 슬로바키아 공군 조종사로 활약했으며 동부 전선에서 소련 공군기 32대를 격추시켰다.